# En Vivo!
En Vivo! är ett livealbum av det engelska heavy metal-bandet Iron Maiden. Albumet spelades in på Estadio Nacional i Santiago, Chile den 10 april 2011, under The Final Frontier World Tour. 

## Låtlista

### Cd 1
1. Satellite 15... (Smith/Harris)
2. The Final Frontier (Smith/Harris)
3. El Dorado (Smith/Harris/Dickinson)
4. 2 Minutes to Midnight (Smith/Dickinson)
5. The Talisman (Gers/Harris)
6. Coming Home (Smith/Harris/Dickinson)
7. Dance of Death (Gers/Harris)
8. The Trooper (Harris)
9. The Wicker Man (Smith/Harris/Dickinson)

### Cd 2
1. Blood Brothers (Harris)
2. When the Wild Wind Blows (Harris)
3. The Evil That Men Do (Smith/Harris/Dickinson)
4. Fear of the Dark (Harris)
5. Iron Maiden (Harris)
6. The Number of the Beast (Harris)
7. Hallowed Be Thy Name (Harris)
8. Running Free (Di'Anno/Harris)

## Banduppsättning
- Steve Harris - bas
- Bruce Dickinson sång
- Dave Murray - gitarr
- Adrian Smith - gitarr
- Janick Gers - gitarr
- Nicko McBrain - trummor026